# مجید واشقانی
مجید واشقانی (متولد ۶ خرداد ۱۳۵۹ در تهران) بازیگر سینما و تلویزیون اهل ایران است.

## زندگی
مجید واشقانی زاده ۱۳۵۹ در تهران است. واشقانی فارغ‌التحصیل رشته مهندسی متالورژی است. او بازیگری را از سال ۱۳۷۷ تا ۱۳۷۸ با حضور در کلاس‌های آزاد بازیگری امین تارخ شروع کرد و در سال اول حضورش در تله تئاتر همراه آفتاب جلوی دوربین رفت. در سال ۱۳۷۸ با تله‌فیلم هشدار پلیس بازی در قاب تلویزیون را تجربه کرد سپس به همراه پوریا پورسرخ دوره‌های تکمیلی بازیگری را در سال ۱۳۸۰ گذراند. او با سریال مسیر انحرافی در سال ۱۳۹۰ شناخته شد، و با مجموعه‌های پلیسی هوش سیاه و میکائیل به شهرت رسید. بازی در مجموعه هفت سر اژدها آخرین کار او در تلویزیون است. واشقانی در رئالیتی شوهای شب‌های مافیا و جوکر حضور داشته و برنامه ایران بین را در تلویزیون اجرا کرده است.

## کارنامه هنری

### مجموعه‌های تلویزیونی
| سال  | نام مجموعه            | کارگردان          |
| ---- | --------------------- | ----------------- |
| ۱۴۰۲ | هفت سر اژدها          | ابوالقاسم طالبی   |
| ۱۴۰۱ | عملیات رعد            | اصغر نعیمی        |
| ۱۴۰۱ | بی‌نشان                | راما قویدل        |
| ۱۴۰۰ | از سرنوشت ۴           | محمدرضا خردمندان  |
| ۱۳۹۹ | از سرنوشت ۳           | محمدرضا خردمندان  |
| ۱۳۹۹ | زمین گرم              | سعید نعمت‌الله     |
| ۱۳۹۸ | از سرنوشت ۱ و ۲       | محمدرضا خردمندان  |
| ۱۳۹۸ | سرگذشت                | سید جمال سیدحاتمی |
| ۱۳۹۸ | روزهای بهتر           | دانش اقباشاوی     |
| ۱۳۹۷ | روزهای بی‌قراری        | کاظم معصومی       |
| ۱۳۹۷ | سارق روح              | احمد معظمی        |
| ۱۳۹۶ | آنام                  | جواد افشار        |
| ۱۳۹۶ | دیگری                 | مرجان اشرفی‌زاده   |
| ۱۳۹۶ | زیر پای مادر          | بهرنگ توفیقی      |
| ۱۳۹۶ | دیوار شیشه‌ای          | راما قویدل        |
| ۱۳۹۵ | تلاطم                 | وحید بیطرفان      |
| ۱۳۹۴ | برادر                 | جواد افشار        |
| ۱۳۹۴ | پشت بام تهران         | بهرنگ توفیقی      |
| ۱۳۹۴ | آمین                  | بهرنگ توفیقی      |
| ۱۳۹۳ | میکائیل               | سیروس مقدم        |
| ۱۳۹۳ | انقلاب زیبا           | بهرنگ توفیقی      |
| ۱۳۹۳ | در قصه‌ها زندگی می‌کنند | داوود بیدل        |
| ۱۳۹۳ | سی و نه هفته          | مرتضی هرندی       |
| ۱۳۹۳ | هوش سیاه ۲            | مسعود آب‌پرور      |
| ۱۳۹۲ | ماتادور               | فرهاد نجفی        |
| ۱۳۹۱ | خانه اجاره‌ای          | شاهد احمدلو       |
| ۱۳۹۰ | مسیر انحرافی          | بهرنگ توفیقی      |
| ۱۳۸۹ | پایتخت                | سیروس مقدم        |
| ۱۳۸۹ | زیر هشت               | سیروس مقدم        |
| ۱۳۷۹ | کمین                  | مسعود کرامتی      |

| سال  | نام مجموعه   | کارگردان        |
| ---- | ------------ | --------------- |
| ۱۴۰۳ | پدرخوانده ۳  | سعید ابوطالب    |
| ۱۴۰۲ | پدرخوانده ۲  | سعید ابوطالب    |
| ۱۴۰۲ | ضد           | سعید ابوطالب    |
| ۱۴۰۱ | پدرخوانده ۱  | سعید ابوطالب    |
| ۱۴۰۰ | جوکر         | احسان علیخانی   |
| ۱۳۹۹ | شب‌های مافیا  | سعید ابوطالب    |
| ۱۳۹۸ | ریکاوری      | بهادر اسدی      |
| ۱۴۰۳ | رینگو        | سعید پاک        |
| سال  | نام فیلم     | کارگردان        |
| ۱۳۹۸ | بزرگراه      | فرناز امینی     |
| ۱۳۹۳ | هاری         | امیراحمد انصاری |
| ۱۳۸۸ | ناسپاس       | حسن هدایت       |
| ۱۳۸۴ | جنایت و جنحه | حمیدرضا محسنی   |
| ۱۳۷۹ | شور عشق      | نادر مقدس       |

| سال  | نام برنامه      | کارگردان        |
| ---- | --------------- | --------------- |
| ۱۴۰۴ | رُک              | مجید واشقانی    |
| ۱۴۰۲ | ایران‌بین        | محمد بارکانی    |
| ۱۴۰۰ | رادیو پرانتزباز | مارال دوستی     |
| ۱۴۰۰ | جشنواره ۱۴۰۰    | —               |
| ۱۴۰۰ | عید فطر شبکه ۲  | احسان ارغوانی   |
| ۱۳۹۹ | شب یلدا شبکه ۲  | احسان ارغوانی   |
| ۱۳۹۸ | نوروز فوتبالی   | حامد غفاری      |
| ۱۳۹۶ | پنجره‌ها         | سهیل سلیمانی    |
| ۱۳۸۸ | مهد نور         | مسعود عسگری     |
| ۱۳۸۷ | سیمای دانش      | فرشاد اکتسابیان |

| سال            | نام تله‌فیلم         | کارگردان               |
| -------------- | ------------------- | ---------------------- |
| ۱۳۹۷           | دانگل               | بهادر اسدی             |
| ۱۳۹۷           | گروه آلما           | عباس مرادیان           |
| ۱۳۹۷           | تهران لندن          | مرتضی ذوالفقاری‌نسب     |
| ۱۳۹۵           | کتیبه               | حسین قاسمی‌جامی         |
| ۱۳۹۴           | در دنیای من         | پرنیا کاظمی‌پور         |
| ۱۳۹۴           | شیشه‌های مات         | بهادر اسدی             |
| ۱۳۹۳           | مسابقه ازدواج       | سهیل موفق              |
| ۱۳۹۳           | سوختن               | بهرنگ توفیقی           |
| ۱۳۹۲           |                     |                        |
| شتر مرغ        | علی اسداللهی        |                        |
| چراغ           | اصغر دهقان          |                        |
| دومینو         | بهرنگ توفیقی        |                        |
| کنار تو می‌خندم | وحید حسینی          |                        |
| ۱۳۹۱           | زاپاس               | بهرنگ توفیقی           |
| ۱۳۹۱           | لیلی                | حامد خیری‌مطلق          |
| ۱۳۸۹           | زیر گنبد کلیسا      | امیرمسعود آقا بابائیان |
| ۱۳۸۹           | دسته بازنده‌ها       | بهرنگ توفیقی           |
| ۱۳۸۷           | جورچین              | اسماعیل جلالی          |
| ۱۳۸۷           | انتقام              | بهروز طاهری            |
| ۱۳۸۵           | یک فنجان چای در شهر | مجید واشقانی           |
| ۱۳۷۸           | هشدار پلیس          | سید اسماعیل پیامی      |

|
| سال  | نام مستند               | کارگردان     |
| ---- | ----------------------- | ------------ |
| ۱۳۹۹ | گزارشی به روستای کندوان | مجید واشقانی |
| ۱۳۹۵ | مرز مقاومت              | مازیار حاتمی |

| سال  | نام مجموعه           | کارگردان    |
| ---- | -------------------- | ----------- |
| ۱۳۹۸ | یک گاز کوچولو        | فقیه سلطانی |
| ۱۳۷۷ | تله‌تئاتر همراه آفتاب | مجید یاسینی |